# SN 2002bj
SN 2002bjとは、うさぎ座に位置するNGC 1821銀河系の超新星である。爆発は、Tim Puckettによって作られたスキャンイメージの中から、Jack Newtonによって発見された（それとは別に、Lick/Tenagra観測所において超新星探索プログラムによって発見されている）。当初視等級が14.7であったのでタイプIInの超新星と分類した。
しかし、2008年にDovi PoznanskiはスペクトルがタイプIaに似通っていることを発見した。しかも、放出エネルギーが従来の超新星より小さく、減光のペースが劇的に速かった。
Poznanski, Joshua Bloom, Alex Filippenkoらは、この爆発が新しいタイプのものであると結論づけた。それは、一方の白色矮星から、他方の白色矮星にヘリウムが移行している二つの白色矮星の連星で起きたと考えられた。主星の白色矮星の表面で、増大したヘリウムが核融合を起こし、その結果、外側だけの爆発が観測された。このように考えると、普通の新星に対し、1000倍規模の爆発であったとされる。 2007年にLars Bildstenらはこのタイプの爆発が起きることを予想して、りょうけん座AM型星とした。
NGC 1821は、タイプIB(s)mという不規則銀河に分類されている。視等級14.5、赤方偏移のずれは0.012029であった。この銀河は地球から48メガパーセクの距離にある。